# Tensão de ruptura
A tensão de ruptura é a tensão máxima da curva de tensão nominal (MPa) / extensão nominal (mm). Se ocorrer no corpo de prova (provete) um decréscimo na área da secção reta (estricção), o posterior aumento da extensão provoca uma diminuição da tensão nominal até ocorrer a fratura, já que a tensão nominal é determinada em relação à área inicial da secção reta do provete. Quanto mais ductil for o metal, maior será a estricção que precede a fratura e, por isso, maior será o decréscimo da tensão para além da tensão máxima.
Tensão de ruptura ou tensão zener é a tensão máxima reversa que pode ser aplicado em um diodo antes que ele possa conduzir reversamente.
Vrrm = Tensão de ruptura
Vrrm = Tensão inversa/reversa de pico máxima